# サン＝ディジエ＝ロバンソン空軍基地
サン＝ディジエ＝ロバンソン第113空軍基地（フランス語：Base aérienne 113 Saint-Dizier-Robinson）は、フランス共和国オート＝マルヌ県サン＝ディジエに所在するフランス空軍の飛行場。

## 歴史
サン＝ディジエ基地は2つの世界大戦で軍事的役割を果たした民間飛行場として知られ、1951年に空軍基地として開設される。
1910年8月11日、サン＝ディジエ市近郊にフランスの軍用機が着陸したことから始まる。1913年に陸軍航空隊飛行場として開設され、それ以来20世紀の両世界大戦での戦闘活動に使用された。基地にはブレリオ・アエロノティック社の機体、モラーヌ・ソルニエ社の機体、スタンペ・エ・ヴェルトンゲン社の機体、デ・ハビランド DH.82 タイガー・モス練習機、ドボワチン D.520戦闘機が配備されていた。
対独戦中の1940年6月にナチス・ドイツ軍によって占領され軍事基地として使用される。第3航空艦隊隷下の第4航空軍団が展開していた。第54戦闘航空団はバトル・オブ・ブリテンでイギリスへ出撃し、対英戦後はイギリス軍の爆撃に備え第4夜間戦闘航空団と第5夜間戦闘航空団の夜間要撃戦闘部隊が展開した。その後アメリカ陸軍航空軍によって爆撃や、特に第8空軍所属のノースアメリカン P-51護衛戦闘機による戦闘機掃討では地上破壊も受けドイツ軍要撃部隊は次第に戦力を失っていった。
フランス解放後、サン＝ディジエ基地は航空機の残骸や破片にくず鉄などが散乱し使用できない状態にあったが、アメリカ軍工兵の手により修復される。工事では爆弾によるクレーター内にドイツ軍の物資をブルドーザーで埋めるなどして急速な工事を実行した。1944年9月から12月29日には第100戦闘航空団司令部が、1945年2月から3月にかけては第27戦闘機群が、同年2月1日から5月14日には第367戦闘機群が、1944年9月14日から1945年2月9日までは第405戦闘機群が、1944年9月から11月までは第10偵察群が展開していた。
戦後、1945年にアメリカ軍は撤退し、鹵獲したメッサーシュミット Me262ジェット戦闘機を評価するためアメリカ本土へ移送するラスティ作戦が実施されている。1945年5月7日にフランス当局に返還される。
冷戦の激化によってソビエト連邦の脅威が高まり、その結果1950年から1951年にかけて北大西洋条約機構の取組の一環として近代的空軍基地の設立をアメリカ空軍によって提案された。この交渉は最終的にフランス側によって拒絶される。
再建は1956年に完了し、新たに建設された8,000フィート滑走路は戦時中の11/29方向滑走路の上に建設された。駐機ランプは破壊され代わりにコンクリート製の路面が作られた。そして大規模な現代的格納庫が建設される。1970年代後半にはNATOタブ＝ヴィー・コンクリート防空壕を備え付けた航空機分散区域も一新されている。
1965年から1988年にかけて核抑止戦力としてダッソー ミラージュIV 戦略爆撃機を装備する第94航空団第2爆撃飛行隊「マルヌ」が配置されていた。
こんにちのサン＝ディジエ基地はNATOの最前線基地として機能している。このため、2011年には国際連合安全保障理事会決議1973に基づきリビア飛行禁止空域が設定されこれを実施するフランス主体のアルマッタン作戦、その後はNATO主体のユニファイド・プロテクター作戦のために所属機が出撃している。

## 配置部隊
2019年時点で、航空宇宙軍の第4航空団の3個飛行隊が配備されており、このうち第1、第2飛行隊は戦略空軍の核抑止任務を担っている。保有機はすべてダッソー ラファール戦闘機で統一されている。
第4航空団
- 第4航空団第1飛行隊「ガスコーニュ」（en:Escadron de Chasse 1/4 Gascogne）, EC 1/4 Gascogne
- 第4航空団第2飛行隊「ラ・ファイエット」（en:Escadron de Chasse 2/4 La Fayette）, EC 2/4 La Fayette
- 第4航空団第3機種転換飛行隊「アキテーヌ」（en:Escadron de Transformation Rafale 3/4 Aquitaine）, ETR 3/4 Aquitaine